# Toya fusca
Toya fusca är en insektsart som beskrevs av Melichar 1914. Toya fusca ingår i släktet Toya och familjen sporrstritar. Inga underarter finns listade i Catalogue of Life.